# Anthony Chickillo
Anthony Chickillo (Tampa, 10 dicembre 1992) è un ex giocatore di football americano statunitense che ha militato nel ruolo di outside linebacker nella National Football League (NFL).

## Carriera

### Pittsburgh Steelers
Dopo avere giocato al college a football a Miami, Chickillo fu scelto nel corso del sesto giro (212º assoluto) del Draft NFL 2015 dai Pittsburgh Steelers. Debuttò come professionista subentrando nel sesto turno contro gli Arizona Cardinals. La sua stagione da rookie si concluse con sette presenze, nessuna delle quali come titolare.
Il 10 settembre 2017 il compagno Tyler Matakevich bloccò un punt di Britton Colquitt dei Cleveland Browns. Chickillo recuperò il pallone nella end zone segnando un touchdown, i primi punti della stagione degli Steelers.

### New Orleans Saints
Il 26 maggio 2020 Chickillo firmò con i New Orleans Saints. Il 5 settembre fu svincolato per poi rifirmare con la squadra di allenamento.

### Denver Broncos
Il 18 settembre 2020 Chickillo firmò con i Denver Broncos.
Chickillo annunciò il ritiro dal football professionistico l'11 luglio 2021.